# Епископ Марианос под защитой Христа и Божией Матери
Епископ Марианос под защитой Христа и Божией Матери — памятник нубийской стенной живописи, датируемый первой половиной XI века, выполненный темперой по илистой штукатурке в технике а секко. Автор неизвестен.
Стенопись была обнаружена в соборе Фараса на территории древней Нубии в современном Судане группой польских археологов во время одной из археологических экспедиций, проведенных в 60-х годах XX века под эгидой ЮНЕСКО (так называемая Нубийская кампания или Нубийская операция). С 1964 года находится в коллекции Национального Музея в Варшаве. После проведения реставрационных работ была выставлена в VI зале Галереи Фарас. Является одним из четырнадцати обнаруженных в соборе Фараса изображений епископов и одним из шести наиболее хорошо сохранившихся портретов нубийских иерархов.

## Описание
В обязанности каждого вновь выбранного епископа Пахораса входило написание собственного портрета в соборе Фараса. На стенописи изображены епископ Фараса Марианос, занимавший свой пост в 1005—1036 годы, с Божией Матерью, которая держит на левой руке младенца Христа, и Иисус Христос.
Иерарх, которого позволяет идентифицировать надпись, изображён в положении стоя. Епископ благословляет правой рукой, направляя пальцы в сторону книги, которую он держит в левой руке, согнутой в локте. Вокруг указательного пальца правой руки намотан платок (enchirion). Марианос одет в одежду епископа для отправления литургии. Он облачён в черную фелонь с желтой лентой, украшенной зелёными точками, на уровне плеч. Поверх неё надет пурпурный омофор с орнаментом из жёлтых прямоугольников, розеток и окружностей по всей длине и зеленым прямоугольником с жёлтым крестом на конце. Под фелонью видна зеленая епитрахиль, украшенная двумя жёлтыми прямоугольниками, ниже — двумя жёлтыми окружностями с зеленым контуром, внизу — снова двумя жёлтыми прямоугольниками с красным контуром и жёлтыми крестиками. Эпитрахиль Марианоса украшена наиболее богато по сравнению с другими епископами Пахораса, чьи изображения были обнаружены в Фарасе. Священник одет в белую стихарь, украшенную вертикальными полосами желтого цвета, с длинными рукавами. Он носит обувь пурпурного цвета. Марианос изображен как черноволосый человек со светло-коричневым цветом кожи, у него большие оттопыренные уши, прямой нос с геометрическими, широкими ноздрями, обычные брови. Епископ имеет чёрные усы и чёрную длинную бороду, спадающую на красный воротник.
Сопоставляя одежду епископов Пахораса на изображениях в Фарасе с другими археологическими и иконографическими источниками, можно сделать вывод, что одни иерархи были монофизитами, а другие — мелькитами. У Марианоса нет элементов одежды, характерных для монофизитских коптов, а значит, скорее всего, он мелькит. В то же время одеяние всех епископов Пахораса характеризуется необычным объединением элементов коптского, византийского, латинского и абиссинского происхождения, которое больше нигде не встречается.
Изначально слева от иерарха на стенописи был изображён Иисус Христос, но от его фигуры сохранились только фрагменты. Виден нимб, часть ноги и одежды, а также пальцы его рук на плече Марианоса.
Справа от Марианоса стоит Божия Матерь. Её фигура на пять сантиметров выше фигуры епископа (200 и 195 см соответственно). Мария стоит фронтально, немного склонив голову в сторону епископа, правую руку она положила на его плечо, а на левой — держит Младенца Иисуса. Она одета в серо-синюю тунику, декорированную белыми розетками и красными вертикальными полосами, и цвета тёмно-фиолетового пурпура мафорий, который покрывает её голову и плечи и доходит до ног. Кроме этого, её голова покрыта коричневым платком. Вокруг большого пальца левой руки намотана mappula с коричневыми и зелёными полосками концах. На её ногах обувь пурпурного цвета. Лицо Богоматери белого цвета, её глаза подведены линиями зелёного и коричневого цвета; также дополнительной линией выделен и подбородок Марии. Вокруг её головы изображен нимб.
Спас Эммануил, находящийся на руках Богоматери, одет в белый хитон и гиматий. Складки и контуры одежды нарисованы красновато-коричневым цветом. Его лицо белого цвета, каштановые волосы закрывают уши и в двумя локонами падают на лоб. Так же, как Мария, Иисус смотрит перед собой, его глаза также подведены линией зелёного цвета. Правой рукой Иисус благословляет епископа Марианоса, в левой руке держит книгу в переплёте, декорированном драгоценными камнями. За головой Младенца находится зелёный крест.